# رنگون (فیلم ۲۰۱۷)
رنگون (به هندی: Rangoon) فیلمی محصول سال ۲۰۱۷ و به کارگردانی ویشال بهاردواج است. در این فیلم بازیگرانی همچون سیف علی خان، شاهد کاپور، کانگانا رانوت ایفای نقش کرده‌اند.